# Вилигинский
Вилигинский — мыс на севере Охотского моря в Гижигинской губе залива Шелихова.

## Топоним
Название мыса происходит от реки Вилига, впадающей в Гижигинскую губу севернее, которая в написании Вилега упоминается в начале XVII века. Возможно, происходит от корякского Вилуӈы — «ушастая».

## География
Расположен на западе Гижигинской губы. Западнее мыса находится устье реки Калалага.
Средняя величина прилива у мыса — 5 метров, наибольшая глубина у берега — 15 метров.
На мысе действует одноимённый маяк.